# Федя Зайцев
«Федя Зайцев» — советский рисованный мультфильм, который создали Валентина и Зинаида Брумберг по сценарию Николая Эрдмана и Михаила Вольпина. Фильм принёс сёстрам Брумберг громкий успех и стал настоящим событием в послевоенном кинематографе.

## Сюжет
Третьеклассник Федя Зайцев приходит раньше всех первого сентября в школу, которая подверглась капитальному ремонту и побелке. Забывшись, Федя, под влиянием детского стишка «Точка, точка, запятая», нарисовал на стене своего класса человечка, но, испугавшись ответственности, промолчал о своём поступке, тем самым подставив товарища.
Вечером Федя не может заснуть, потому что его мучает совесть. Во сне его кровать неожиданно начинает брыкаться и сбрасывает Федю на пол. Федя решает почитать книгу «Тимур и его команда», но оживший Тимур на обложке говорит Феде, что Аркадий Гайдар писал это «не для таких детей, как он». Тогда он решает почитать более взрослую книгу — «Каштанка», но ожившая собака на обложке кусает Федю за палец. Федя решает тогда поиграть в игрушки, но заведённый волчок называет Федю лжецом, игрушечные солдатики и моряки решают уйти от него обратно в магазин, а деревянная кукла-матрёшка упрекает Федю во лжи и подставе товарища и, как мудрая подруга, знающая Федю с малого возраста, советует ему сознаться. Вместо этого Федя в ярости раскалывает кукол пополам линейкой. Однако самая маленькая куколка говорит Феде, что правда всё равно обнаружится, но он ей не верит.
В школе в это время нарисованный человечек оживает и решает твёрдо отправиться к Феде. Из-за стука зонтом по полу в кабинет входит школьный швейцар, Гаврила Иваныч, и, обнаружив проделки Феди, решает сам стереть человечка. Человечек замечает в другом кабинете своего близнеца, нарисованного мелом на доске, и находит благовидный предлог, чтобы явиться к Феде и не обмануть швейцара. Человечки выпивают чернила, бывший «блондин» встаёт на место своего «близнеца», а последний бежит к Феде, воспользовавшись помощью нарисованного на фальте восьминого скакуна.
Федя доведён до отчаяния и поначалу не узнаёт человечка, но тот ему говорит:

Я точка-точка, запятая,

Я минус, рожица кривая,

Я палка-палка, огуречик,

Да, я тот самый человечек!

Я никогда вот эту запятую

В чужое дело, Федя, не совал.

Но так нельзя. Я резко протестую!

Я знаю, КТО меня нарисовал!

Поначалу Федя начинает храбриться и обвиняет человечка в назойливой праведности, но в итоге понимает, что должен признаться хотя бы для того, чтобы не быть трусом. После этого Федя просыпается и обнаруживает, что ожившие игрушки и человечек были сном. На уроке Федя при всех признаётся в содеянном.

## Над фильмом работали
- Сценарий: Николай Эрдман, Михаил Вольпин
- Режиссёры: Валентина Брумберг и Зинаида Брумберг
- Художник: Анатолий Сазонов
- Композитор: Виктор Оранский
- Оператор: Николай Воинов
- Ассистент художника: Леонид Шварцман (в титрах И. Шварцман)
- Звукооператор: Николай Прилуцкий

- В главных ролях:

Вера Бендина — Федя Зайцев
Михаил Яншин — Человечек
Владимир Готовцев — Гаврила Иваныч, школьный сторож
Сергей Мартинсон — человечек, нарисованный мелом / восьминогое животное
- Художники-мультипликаторы: Владимир Арбеков, Фаина Епифанова, Ламис Бредис, Роман Качанов, Борис Дёжкин, Валентин Лалаянц, Вадим Долгих, Геннадий Филиппов
- Фона: Ольга Геммерлинг, В. Завилопуло, Вера Валерианова
- Ассистент режиссёра: Татьяна Фёдорова

## История создания
Первоначальный сценарий Михаила Вольпина и Николая Эрдмана, предложенный для постановки в 1947 году, был полнометражным, разбитым на две части (возможно, из-за установки министра кинематографии Ивана Большакова на короткометражные мультфильмы) — «Федя Зайцев» и «В царстве Лжи». Первая часть быстро была запущена в производство, а вторая была встречена негативной рецензией со стороны худсовета, который раскритиковал её сюжет и посчитал, что первая часть вполне может тянуть на законченную. Сценарий второй части был послан на доработку, при этом «Федя Зайцев» должен был оканчиваться не признанием Феди, а открытым финалом, предполагающим возможность будущего продолжения. Однако и доработанный сценарий был отвергнут, в связи с чем изменился и финал «Феди Зайцева».
Авторы, тем не менее, не оставили идею серии фильмов о Феде Зайцеве, подогретую большим успехом мультфильма. Эрдманом и Вольпиным был написан сценарий «Федя Зайцев на даче», по которому в 1955 году сёстры Брумберг сняли мультфильм «Остров ошибок» (однако герою там в итоге поменяли имя — вместо Феди Зайцева он стал Колей Сорокиным).
К сценарию «В царстве Лжи» авторы вернулись только в разгар так называемой «оттепели», однако спустя двенадцать лет со времени экранизации первого фильма было принято решение снимать не просто продолжение, а ремейк для нового поколения — «Человечка нарисовал я» (1960).
Нарисованный человечек на длительное время стал символом киностудии «Союзмультфильм».

## Отзыв критика
Любопытным и смелым начинанием было обращение к жанру современной сказки. Наиболее ярким примером работы в этой области стал фильм «Федя Зайцев», поставленный в 1948 году по сценарию Михаила Вольпина и Николая Эрдмана. Зарисовки из жизни современного школьника удачно сочетали два плана — повседневный и сказочный. Этому соответствовал приём сопоставления трёхмерного и двухмерного рисунка с подчёркнуто условным контурным изображением оживающего на стене класса рисованного человечка, фигуру которого набросал мальчик. При всей назидательной наивности сюжета (рисунок выступал в роли разбуженной совести провинившегося школьника) приём выглядел в то время необычным и свежим. Юмор ситуаций и фантастическое путешествие ожившего рисованного человечка верхом на неведомом шестиногом звере (тоже из детских рисунков) сделали фильм популярным.
— С. В. Асенин «Пути советской мультипликации»